# Wild Lajos
Wild Lajos (Arad, 1892. ? – Brazília, 1960-as évek) aradi magyar orvos, író. Wild Endre (1882) öccse.

## Életútja, munkássága
Középiskolai tanulmányait Aradon, Kézdivásárhelyen és Selmecbányán végezte. Budapesten szerzett gyógyszerészi oklevelet. Az első világháború alatt az olasz fronton harcolt, a kommün idején bujkálni kényszerült. 1922-ben a magyar kormány konzulátust létesített Brazíliában, és ő elvállalta a konzuli titkári tisztet. A konzulátus átszervezését követően Brazíliában telepedett le, São Paulóban letette az orvosi vizsgát, Santa Rosában nyitott rendelőt. Új fájdalomcsillapító gyógyszert kísérletezett ki a trópusi betegségek ellen, s azt Pastilhas „Wild” néven szabadalmaztatta. Találmányáért beválasztották a Brazil Kereskedelmi és Iparkamarába, amely nagydíjjal és aranyéremmel jutalmazta. Az 1960-as években hunyt el.
Az 1930-as évek elején a bátyja szerkesztette Vasárnapban jelentek meg személyes élményeiből fakadó brazíliai levelei. Ezeket az írásokat gyűjtötte össze és adta ki könyv alakban, fotókkal illusztrálva a Vasárnap Könyvkiadó Tizenöt év Brazíliában címmel (Arad, 1936).